# Contea di Shelby (Tennessee)
La contea di Shelby in inglese Shelby County è una contea dello Stato del Tennessee, negli Stati Uniti. La popolazione al censimento del 2000 era di 897 472 abitanti. Il capoluogo di contea è Memphis.